# Rudolf G. Bunk

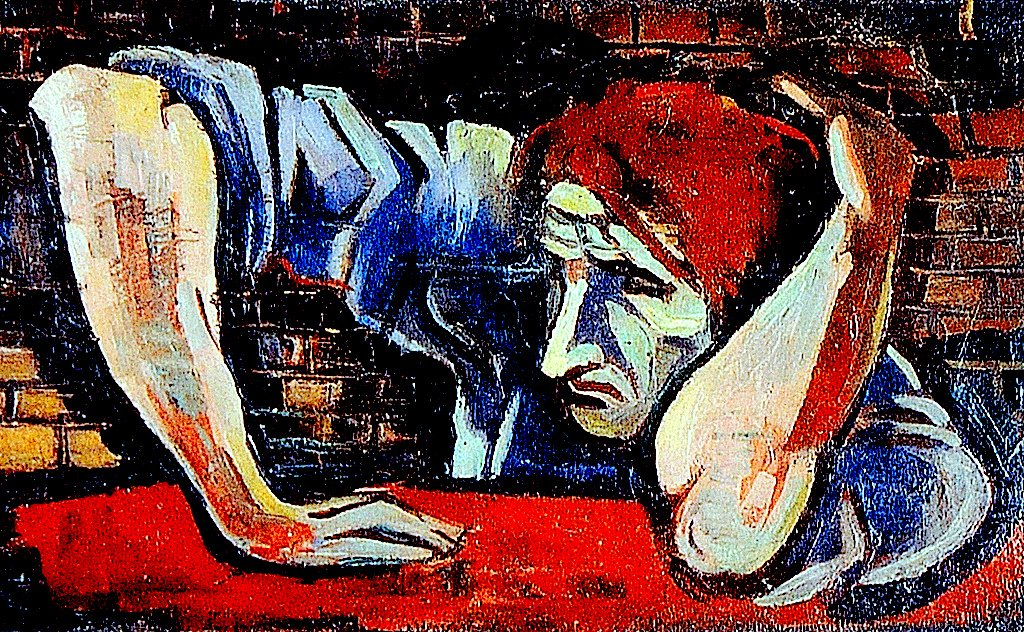
Rudolf Bunk: Mann vor der Mauer (1935/36) Kunstsammlung Gerhard Schneider, Bürgerstiftung für verfolgte Künste – Else-Lasker-Schüler-Stiftung – Kunstsammlung Gerhard Schneider

Rudolf Gerhart Bunk (* 19. September 1908 in Berlin; † 8. Juli 1974 in Hamburg) war ein deutscher Maler und Bühnenbildner. Er gehörte zur zweiten Generation der Expressionisten.

## Leben
Rudolf G. Bunk begann 1926 ein Studium der Malerei an der Berliner Akademie bei Karl Hofer und der Bühnenbildnerei an der Kunstgewerbeschule bei Harold Bengen.
Von 1933/34 arbeitete er als Freier Maler unter Max Beckmann im Städel in Frankfurt am Main. Dabei beteiligte er sich an einer Ausstellung der Darmstädter Sezession. Von den Nationalsozialisten wurde die Ausstellung als „kunstbolschewistisch“ betrachtet und daher geschlossen. Bunk versuchte daraufhin, in die Schweiz zu emigrieren. Er lehnte es ab, sich „den Rezepten, wie man im Neuen Deutschland zu malen hätte, unterzuordnen“.

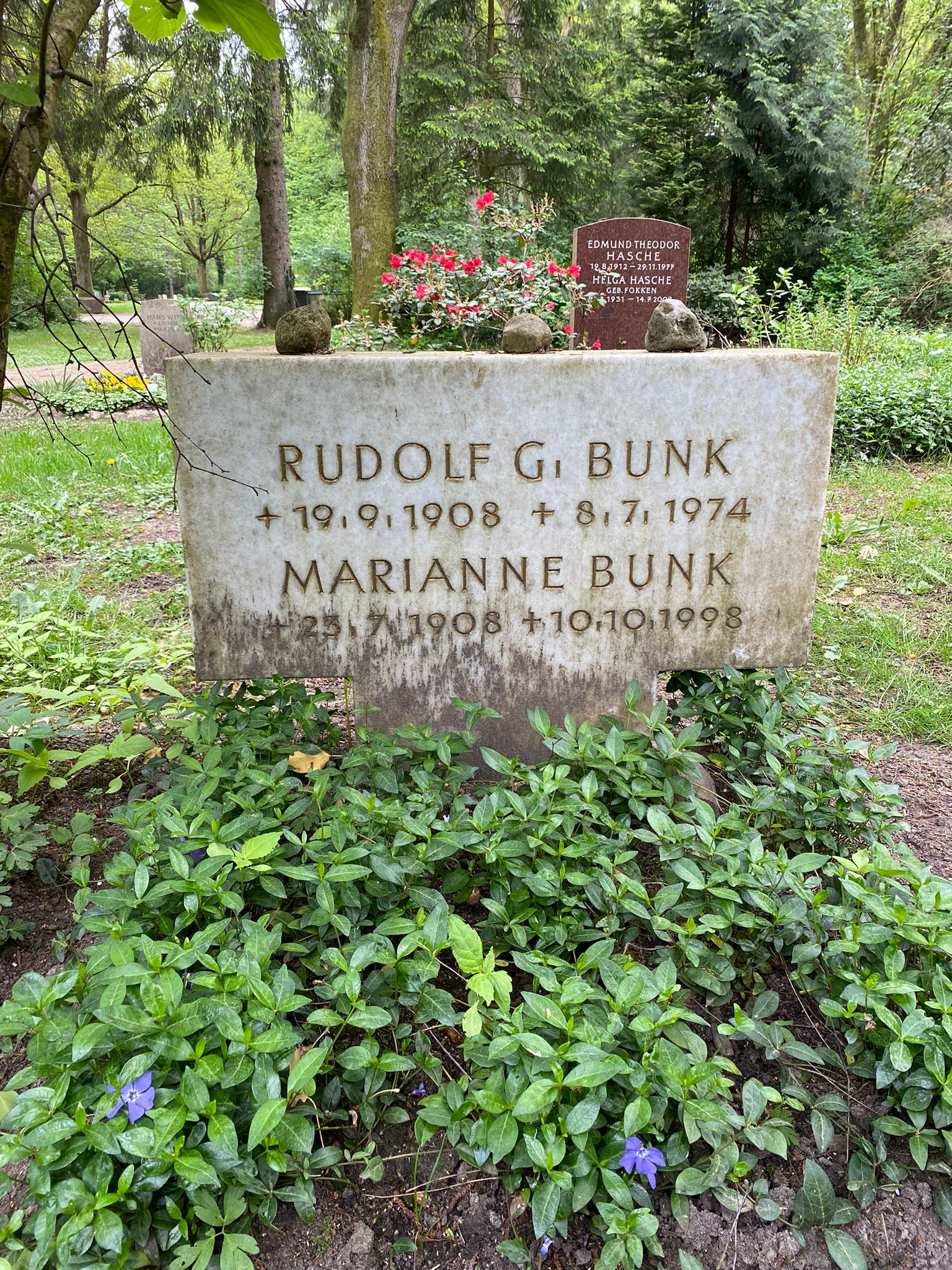
Grabstätte auf dem Friedhof Volksdorf

Im Jahr 1936 erfolgte die Heirat mit Marianne Horl. Bunk versuchte nun, in Stockholm Fuß zu fassen. Dort arbeitete er vermehrt mit dem Matisse-Schüler Isaac Grünewald zusammen. Im Jahr 1938 wurde Bunk trotz einer Bittschrift an den Schwedischen König Gustav V ausgewiesen und kehrte nach Berlin zurück. In der Bittschrift vom 27. Mai 1937 unternahm er es, „…gegen den Passus des Beschlusses zu protestieren, der ihm – in späterer Zeit – eine Einreise nach Schweden erschweren oder unmöglich machen soll“, und fügte hinzu: „Der Unterzeichnete hat sich während seines Aufenthaltes hier viele Freunde erworben, Künstler, die zu den Besten Schwedens gehören (…).“
Im Jahr 1937 wurde sein erster Sohn, Stefan, geboren. Daraufhin übersiedelte Bunk in die Rhön, und 1938 dann weiter nach Österreich. Im Jahr 1939 erfolgte ein Umzug nach Split, wo er weitere zwei Jahre blieb. Schließlich musste er 1941 nach Trogir fliehen. Im selben Jahr starb sein Sohn Stefan bei einem Badeunfall; zudem kam seine Tochter Bojana zur Welt.
Im Jahr 1943 schloss sich Bunk in Hvar der „Nationalen Befreiungsfront“ Titos an. Ein Jahr später, nachdem Bunk als einziger Ausländer in die Kultursektion als Agitprop-Künstler aufgenommen worden war, gingen die Bunks zusammen mit 30.000 kroatischen Flüchtlingen nach El Shatt in Ägypten. Ab 1945 war Bunk Bühnenbildner und Regisseur am Volkstheater in Split. Im selben Jahr wurde der zweite Sohn Tomas geboren. Im Jahr 1953 erlangte Bunk die (bundes-)deutsche Staatsangehörigkeit wieder.
In den Jahren 1957 und 1958 inszenierte er die „Dreigroschenoper“ von Bertolt Brecht, den er besonders schätzte, „Geschlossene Gesellschaft“ von Jean-Paul Sartre, „Der Fliegende Holländer“ und „Hamlet“ in Split. Zwischen 1945 und 1958 wirkte er an etwa 120 Aufführungen als Bühnenbildner oder Regisseur mit.
Im Jahr 1958 erfolgte die Ausweisung aus Jugoslawien infolge der Anerkennung der DDR. Die Familie Bunk ließ sich in Hamburg nieder. Es kam zu einer Zusammenarbeit mit dem NDR. Bunk arbeitete als Assistent von Caspar Neher und mit Claus Peymann in der „Studentenbühne“ bei „Diener zweier Herren“ von Carlo Goldoni und „Methusalem“ von Yvan Goll.
Zwischen 1959 und 1972 hielt sich Bunk als Gast in Split auf. Er entwarf Bühnenbilder für zehn Theaterstücke. 1963 war Bunk Mitbegründer der Spliter Sommerfestspiele.
Im Jahr 1974 starb Bunk an Herzversagen (Asthma). Seine letzte Ruhestätte erhielt er auf dem Friedhof Volksdorf (Grablage Gb 166).
Im September 2013 wurde der schriftliche Nachlass von Bunk an das Archiv der Akademie der Künste in Berlin überführt.
Seine Werke sind vertreten in der Bürgerstiftung für verfolgte Künste – Else-Lasker-Schüler-Stiftung – Kunstsammlung Gerhard Schneider im Zentrum für verfolgte Künste.
Sein Sohn Tomas Bunk ist Comiczeichner, Maler und Illustrator.

## Ausstellungen
- 20. September – 27. Oktober 2001: Grundbuchhalle, Hamburg
- 16. November 2006: Botschaft der Republik Kroatien, Berlin
- 1. Dezember 2007 – 1. September 2008: einige Werke von 1944 im Rahmen der "El-shatt" Ausstellung im Museum für kroatische Geschichte in Zagreb/Kroatien
- 14. September – 1. November 2008: Retrospektive Ausstellung zum 100. Geburtstag von Rudolf G. Bunk im Museum für das Fürstentum Lüneburg
- Berlin-Treptow
- 6. Dezember – 23. Dezember 2012: Retrospektive Ausstellung mit Werken von 1938 bis 1942, Glyptothek der Akademie der Künste in Zagreb/Kroatien
- 2021 Licht des Südens, Hamburg Stiftung StadtLandKunst[3]

## Ehrungen
Das Spliter Theater hat 2003 einen Preis für Bühnenbildner nach ihm benannt, der seitdem jährlich verliehen wird.
Preisträger:
- Ivo Knezović für Oluja
- Marija Žarak